# モガドール級大型駆逐艦
| モガドール級大型駆逐艦                    | モガドール級大型駆逐艦              | モガドール級大型駆逐艦              |
| ----------------------------------------- | ----------------------------------- | ----------------------------------- |
| アメリカ海軍の識別用写真（1942年11月9日） |                                     |                                     |
| 艦級概観                                  |                                     |                                     |
| 艦種                                      | 大型駆逐艦                          | 大型駆逐艦                          |
| 就役開始                                  | 1939年                              | 1939年                              |
| 退役完了                                  | 1942年11月27日                      | 1942年11月27日                      |
| 前級                                      | ル・ファンタスク級大型駆逐艦        | ル・ファンタスク級大型駆逐艦        |
| 次級                                      | シュルクーフ級駆逐艦                | シュルクーフ級駆逐艦                |
| 性能諸元                                  |                                     |                                     |
| 排水量                                    | 基準排水量                          | 2,884トン                           |
| 全長                                      | 137.5m                              | 137.5m                              |
| 全幅                                      | 12.67m                              | 12.67m                              |
| 吃水                                      | 4.57m                               | 4.57m                               |
| 機関                                      | ギアードタービン4缶2基 2軸推進      | 92,000hp-118,320hp                  |
| 速力                                      | 39ノット                            | 39ノット                            |
| 航続距離                                  | 4,000海里（18ノット）               | 4,000海里（18ノット）               |
| 乗員                                      | 238人（士官：12、兵員：266）        | 238人（士官：12、兵員：266）        |
| 兵装                                      | 138mm連装砲                         | 4基8門                              |
| 兵装                                      | 37mm連装機関砲                      | 2基4門                              |
| 兵装                                      | 13mm連装機銃                        | 2基4挺                              |
| 兵装                                      | 550mm3連装魚雷発射管                | 2基6門                              |
| 兵装                                      | 550mm連装魚雷発射管                 | 2基4門                              |
| 兵装                                      | 爆雷投射機                          | 2基                                 |
| 兵装                                      | 機雷または爆雷                      | 40発                                |
| 表記                                      |                                     |                                     |
| 日本語                                    | モガドール級大型駆逐艦              | モガドール級大型駆逐艦              |
| フランス語                                | Contre-Torpilleur de classe Mogador | Contre-Torpilleur de classe Mogador |
| 英語                                      | Mogador Class (Large) Destroyer     | Mogador Class (Large) Destroyer     |

モガドール級大型駆逐艦 (Contre-Torpilleur de classe Mogador) は、フランス海軍の大型駆逐艦。6隻が計画されたが、第二次世界大戦前に起工した2隻のみが建造された。

## 概要

Contre-torpilleur Mogador (1939)

1932年度計画において6隻の建造が計画されたが、実際に完成したのは1936年に起工した「モガドール」と「ヴォルタ」のみであった。艦名は、1932年度計画艦がアフリカの植民地から、1938年度計画艦がフランス革命期の将軍から採っている。
前級のル・ファンタスク級大型駆逐艦よりもさらに拡大発展を遂げた新型艦であり、開放式の単装砲から密閉式の連装砲塔への変更により火力の増大を図り、排水量がさらに300t増加したことで軽巡洋艦にさらに近づいたにもかかわらず駆逐艦としての高速を維持し、「ヴォルタ」が公試において43ノットを記録している。
大型駆逐艦の最新世代として第二次世界大戦で用いられたが、メルセルケビール海戦に参加したのみで大きな戦果を挙げることなく、1942年11月27日、2隻ともトゥーロンで自沈した。

## 同型艦
| 艦名                  | 起工   | 竣工   | 喪失   | 由来                       |
| --------------------- | ------ | ------ | ------ | -------------------------- |
| モガドール（Mogador） | 1936年 | 1939年 | 1942年 | モガドール（エッサウィラ） |
| ヴォルタ（Volta）     | 1936年 | 1939年 | 1942年 | ヴォルタ川                 |

以下、1938年度計画艦。第二次世界大戦の勃発により着工前にキャンセル。
| 予定名              | 由来                                                 |
| ------------------- | ---------------------------------------------------- |
| クレベール (Kléber) | ジャン＝バティスト・クレベール                       |
| ドゼー (Desaix)     | ルイ・シャルル・アントワーヌ・ドゼー                 |
| マルソー (Marceau)  | フランソワ・セヴラン・マルソー・デスグラヴィエ（en） |
| オッシュ (Hoche)    | ルイ＝ラザール・オッシュ                             |

## 参考図書
- 「世界の艦船増刊第17集 第2次大戦のフランス軍艦」海人社。